# Francesco Conelli de' Prosperi
Francesco Conelli de' Prosperi (Rotterdam, 26 dicembre 1801 – Torino, 27 marzo 1877) è stato un politico italiano.